# Чемпіонат України з хокею 1999—2000
8-й розіграш чемпіонату України з хокею тривав з 30 листопада 1999 року по 9 квітня 2000 року.

## Регламент змагань
Восьмий чемпіонат України з хокею за традицією минулих розиграшів проводився у два етапи. На першому етапі шість команд провели регулярний турнір у два кола. Команди, що посіли перші два місця, потрапили до другого раунду — стадії плей-оф.
Лідери вітчизняного хокею — київські «Сокіл» та «Беркут» — розпочинали боротьбу одразу з другого етапу.

### Склад учасників
Участь у восьмому чемпіонаті України взяли ті ж самі клуби, що грали і в попередньому розіграші, за виключенням дублюючого складу київської «Крижинки».

### Регулярний чемпіонат
Регулярний сезон складався з 10 турів (загалом 30 матчів). Перше коло розіграшу тривало з 30 листопада 1999 по 31 січня 2000, а друге — з 23 лютого по 25 березня 2000.
Під час регулярного чемпіонату хокейні арбітри Олег Лускань, Андрій Кіча та Андрій Кузьминський, у вільні від обслуговування матчів дні, брали участь у національній першості також у ролі хокеїстів. Зокрема, перші двоє виступали за «Політехнік», а Кузьминський — за АТЕК.
Окрім того, у складі "екскаваторників" виступав легіонер із далекого зарубіжжя Браун.
| Місце | Команда             | 1        | 2        | 3       | 4        | 5       | 6        | І  | В | Н | П | Ш     | Р   | О  |
| ----- | ------------------- | -------- | -------- | ------- | -------- | ------- | -------- | -- | - | - | - | ----- | --- | -- |
| 1     | «Політехнік» Київ   |          | 5:5 6:5  | 2:7 8:4 | 5:0 7:5  | 4:1 5:4 | 4:3 12:3 | 10 | 8 | 1 | 1 | 58:37 | +21 | 17 |
| 2     | «Крижинка» Київ     | 5:5 5:6  |          | 6:5 5:0 | 6:2 3:2  | 8:3 3:3 | 8:1 11:1 | 10 | 7 | 2 | 1 | 60:28 | +32 | 16 |
| 3     | СДЮСШОР Харків      | 7:2 4:8  | 5:6 0:5  |         | 5:8 5:0  | 3:1 4:7 | 5:0      | 10 | 5 | 0 | 5 | 43:37 | +6  | 10 |
| 4     | «Сокіл-2» Київ      | 0:5 5:7  | 2:6 2:3  | 8:5 0:5 |          | 3:3 1:1 | 3:1 11:0 | 10 | 3 | 2 | 5 | 35:36 | -1  | 8  |
| 5     | АТЕК Київ           | 1:4 4:5  | 3:8 3:3  | 1:3 7:4 | 3:3 1:1  |         | 3:3 8:2  | 10 | 2 | 4 | 4 | 34:36 | -2  | 8  |
| 6     | СДЮШОР «Сокіл» Київ | 3:4 3:12 | 1:8 1:11 | 0:5     | 1:3 0:11 | 3:3 2:8 |          | 10 | 0 | 1 | 9 | 14:70 | -56 | 1  |

### Плей-оф
Серія плей-оф проводилася з 28 березня по 9 квітня і складалася з півфіналів, матчу за 3-є місце та фіналу. На кожній стадії відбувалося по одній грі.
|  | Півфінал |                   |          |  |   |                   |                   |                   |
|  | 1        | «Сокіл» Київ      | 8        |  |   |                   |                   |                   |
|  | 4        | «Крижинка» Київ   | 0        |  |   | Фінал             | Фінал             | Фінал             |
|  |          |                   |          |  |   | 1                 | «Сокіл» Київ      | 1                 |
|  | Півфінал | Півфінал          | Півфінал |  | 2 | «Беркут-Київ»     | 3                 |                   |
|  | 2        | «Беркут-Київ»     | 8        |  |   |                   |                   |                   |
|  | 3        | «Політехнік» Київ | 1        |  |   | Матч за 3-є місце | Матч за 3-є місце | Матч за 3-є місце |
|  |          |                   |          |  |   | 4                 | «Крижинка» Київ   | 1                 |
|  |          |                   |          |  |   | 3                 | «Політехнік» Київ | 10                |

#### Півфінали
| 28 березня 2000 | «Беркут-Київ» | 8 : 1 (2:0, 4:0, 2:1) | «Політехнік» Київ | Льодовий Палац профспілок Глядачів: 150 |

| | М. Приятель (00:00 — 59:10)         | Голкіпери                                       | А. Каращук (00:00 — 50:04) І. Шкурпола (50:04 — 60:00) |  |
| В. Єловиков (І. Сливинський) — 05:29 П. Гоменюк (А. Воюш) — менш. — 14:05 Є. Аліпов (В. Єловиков, М. Фадєєв) — 23:56 Д. Ісаєнко (С. Зайцев, О. Яковенко) — більш. — 35:26 І. Сливинський (А. Вафін) — 35:57 М. Фадєєв (С. Зайцев, Є. Аліпов) — 37:05 О. Крикуненко — 57:02 Д. Тарахчан (А. Воюш) — 59:30 | 1:0 2:0 3:0 4:0 5:0 6:0 6:1 7:1 8:1 | 41:20 — С. Рублівський (М. Майко, С. Годований) |                                                        |  |
| 10 хв. | Вилучення                           | 8 хв.                                           |                                                        |  |
| |                                     |                                                 |                                                        |  |

| 29 березня 2000 | «Сокіл» Київ | 8 : 0 (3:0, 4:0, 1:0) | «Крижинка» Київ | Льодовий Палац профспілок Глядачів: 150 |

| | В. Селіверстов (00:00 — 31:24) О. Федоров (31:24 — 60:00) | Голкіпери | Д. Пашинський (00:00 — 31:24) В. Бруль (31:24 — 60:00) | Арбітри: В. Бабинець А. Дронговський, А. Кузьминський |
| В. Олецький (В. Бобровников, С. Гаркуша) — 04:08 О. Зіневич (Р. Щербатюк) — більш. — 08:28 К. Касянчук (Р. Безщасний) — 13:12 Д. Марковський (С. Садій) — 22:34 Б. Савенко (Ю. Лясковський) — 25:40 Р. Безщасний (К. Касянчук) — 33:00 І. Сидоров (А. Буточнов, Ю. Наваренко) — 33:15 А. Буточнов (Д. Дідковський) — 57:09 | 1:0 2:0 3:0 4:0 5:0 6:0 7:0 8:0                           |           |                                                        | Арбітри: В. Бабинець А. Дронговський, А. Кузьминський |
| 8 хв. | Вилучення                                                 | 10 хв.    |                                                        | Арбітри: В. Бабинець А. Дронговський, А. Кузьминський |
| |                                                           |           |                                                        | Арбітри: В. Бабинець А. Дронговський, А. Кузьминський |

#### Матч за 3-є місце
| 7 квітня 2000 | «Крижинка» Київ | 1 : 10 (0:2, 1:2, 0:6) | «Політехнік» Київ | Льодовий Палац профспілок Глядачів: 250 |

|                                 | В. Бруль (00:00 — 05:13, 41:18 — 60:00) Д. Пашинський (05:13 — 41:18) | Голкіпери | А. Каращук (00:00 — 58:57) |  |
| С. Волков (О. Барський) — 27:24 | 0:1 0:2 1:2 1:3 1:4 1:5 1:6 1:7 1:8 1:9 1:10                          | 04:57 — Я. Можейко (М. Майко, Д. Заблудовський) — більш. 05:13 — Ю. Стоноженко (О. Горбатюк, Р. Єгоров) 32:05 — С. Рублівський — буліт 38:50 — О. Горбатюк (Ю. Стоноженко) 41:13 — С. Годований (П. Чурсін, С. Рублівський) 43:47 — С. Годований (С. Рублівський) 46:55 — П. Чурсін (С. Годований, В. Болотов) 52:11 — С. Годований (М. Майко, П. Чурсін) 55:40 — Є. Ємельяненко (Д. Заблудовський, С. Годований) 58:30 — С. Годований (Я. Можейко, П. Чурсін) |                            |  |
| 18 хв.                          | Вилучення                                                             | 44 хв. |                            |  |
|                                 |                                                                       | |                            |  |

#### Фінал
| 9 квітня 2000 | «Сокіл» Київ | 1 : 3 (0:0, 0:0, 1:3) | «Беркут-Київ» | Льодовий Палац профспілок Глядачів: 1,500 |

|                                             | В. Селіверстов (00:00 — 57:38, 58:45 — 59:15) | Голкіпери                                                                               | Є. Бруль | Арбітри: О. Лускань С. Дронговський, А. Севрук |
| В. Бобровников (О. Благой) — більш. — 46:15 | 0:1 1:1 1:2 1:3                               | 41:11 — І. Юрченко (С. Зайцев) — більш. 51:19 — Є. Аліпов (С. Зайцев) 52:12 — І. Опалєв |          | Арбітри: О. Лускань С. Дронговський, А. Севрук |
| 38 хв.                                      | Вилучення                                     | 18 хв.                                                                                  |          | Арбітри: О. Лускань С. Дронговський, А. Севрук |
|                                             |                                               |                                                                                         |          | Арбітри: О. Лускань С. Дронговський, А. Севрук |

## Підсумкова класифікація
| Місце | Команда             |
| ----- | ------------------- |
| 1     | «Беркут-Київ»       |
| 2     | «Сокіл» Київ        |
| 3     | «Політехнік» Київ   |
| 4     | «Крижинка» Київ     |
| 5     | СДЮСШОР Харків      |
| 6     | «Сокіл-2» Київ      |
| 7     | АТЕК Київ           |
| 8     | СДЮШОР «Сокіл» Київ |

## Лауреати сезону

### Команда-переможець
| Чемпіон України «Беркут-Київ» | Воротарі: Євген Бруль • Максим Приятель Захисники: Сергій Бабій • Альберт Вафін • Павло Гоменюк • Денис Ісаєнко • Василь Полоницький • Ігор Юрченко К Нападники: Євген Аліпов • Андрій Воюш • Артем Гніденко • Володимир Єловиков • Сергій Зайцев • Олег Крикуненко • Ігор Опалєв • Ігор Сливинський • Олексій Страхов • Денис Тарахчан • Михайло Фадєєв • Раміль Юлдашев • Олександр Яковенко Головний тренер: Олександр Петрович Куликов |

### Бомбардири
| Місце | Гравець             | Команда                       | І  | Ш | П  | О  |
| ----- | ------------------- | ----------------------------- | -- | - | -- | -- |
| 1     | Денис Заблудовський | «Політехнік» Київ             | 12 | 8 | 11 | 19 |
| 2     | Сергій Годований    | «Політехнік» Київ             | 12 | 9 | 7  | 16 |
| 3     | Микола Терло        | «Крижинка» Київ               | 11 | 4 | 12 | 16 |
| 4     | Іван Сидоров        | «Крижинка» Київ, «Сокіл» Київ | 11 | 8 | 5  | 13 |
| 5     | Дмитро Криворуцький | «Крижинка» Київ               | 11 | 6 | 7  | 13 |
| 6     | Сергій Лахно        | «Крижинка» Київ               | 11 | 5 | 8  | 13 |
| 7     | Сергій Рублівський  | «Політехнік» Київ             | 12 | 6 | 5  | 11 |
| 8     | Сергій Картамишев   | «Крижинка» Київ               | 11 | 5 | 6  | 11 |
| 8     | Павло Чурсін        | «Політехнік» Київ             | 12 | 5 | 6  | 11 |
| 10    | Євген Пастух        | СДЮСШОР Харків                | 7  | 4 | 7  | 11 |

### Снайпери
| Місце | Гравець             | Команда                       | І  | Ш |
| ----- | ------------------- | ----------------------------- | -- | - |
| 1     | Сергій Годований    | «Політехнік» Київ             | 12 | 9 |
| 2     | Денис Заблудовський | «Політехнік» Київ             | 12 | 8 |
| 2     | Іван Сидоров        | «Крижинка» Київ, «Сокіл» Київ | 11 | 8 |
| 4     | Андрій Олексієнко   | «Крижинка» Київ               | 11 | 7 |
| 5     | Сергій Рублівський  | «Політехнік» Київ             | 12 | 6 |
| 5     | Олександр Кобіков   | СДЮСШОР Харків                | 7  | 6 |
| 5     | Дмитро Криворуцький | «Крижинка» Київ               | 11 | 6 |
| 5     | Андрій Кузьминський | АТЕК Київ                     | 10 | 6 |
| 9     | Ігор Архипенко      | «Крижинка» Київ               | 11 | 5 |
| 9     | Сергій Бовтуненко   | АТЕК Київ                     | 10 | 5 |
| 9     | Сергій Картамишев   | «Крижинка» Київ               | 11 | 5 |
| 9     | Сергій Лахно        | «Крижинка» Київ               | 11 | 5 |
| 9     | Павло Чурсін        | «Політехнік» Київ             | 12 | 5 |

### Асистенти
| Місце | Гравець             | Команда                       | І  | П  |
| ----- | ------------------- | ----------------------------- | -- | -- |
| 1     | Микола Терло        | «Крижинка» Київ               | 11 | 12 |
| 2     | Денис Заблудовський | «Політехнік» Київ             | 12 | 11 |
| 3     | Сергій Лахно        | «Крижинка» Київ               | 11 | 8  |
| 4     | Сергій Годований    | «Політехнік» Київ             | 12 | 7  |
| 4     | Дмитро Криворуцький | «Крижинка» Київ               | 11 | 7  |
| 4     | Євген Пастух        | СДЮСШОР Харків                | 7  | 7  |
| 7     | Олександр Горбатюк  | «Політехнік» Київ             | 11 | 6  |
| 7     | Сергій Картамишев   | «Крижинка» Київ               | 11 | 6  |
| 7     | Павло Чурсін        | «Політехнік» Київ             | 12 | 6  |
| 10    | Сергій Рублівський  | «Політехнік» Київ             | 12 | 5  |
| 10    | Іван Сидоров        | «Крижинка» Київ, «Сокіл» Київ | 11 | 5  |